# Alberto Aires de Gouveia
Alberto Aires de Gouveia (Porto, 3 de Março de 1867 - Candal, Vila Nova de Gaia, 2 de Outubro de 1941) foi um pintor português.

## Vida e obra
Alberto Rodrigues Ayres de Gouvêa nasceu no seio de uma família portuense ligada ao negócio dos vinhos.
Teve uma educação esmerada, tendo frequentado o Instituto Minerva, o Colégio de S. Carlos e o Colégio Inglês de Nossa Senhora da Providência.
Exerceu atividade comercial na firma António Caetano Rodrigues & C.ª, onde esteve pouco tempo. A sua verdadeira paixão era a pintura, razão pela qual ingressa na  Escola de Belas Artes do Porto e tem como professor o mestre da pintura naturalista Marques de Oliveira.
Participou em exposições coletivas e individuais.
Parte das suas obras podem ser vistas no  Museu Nacional de Soares dos Reis, no Porto, no Museu Nacional de Arte Contemporânea de Lisboa e no Museu Grão-Vasco, em Viseu.
Encontra-se colaboração da sua autoria no quinzenário A Voz do Comércio  (1929-1941).